# Naushehra
Naushehra (en cachemir: নৱশেহর ) es una localidad de la India en el distrito de Rajouri, estado de Jammu y Cachemira.

## Geografía
Se encuentra a una altitud de 590 m s. n. m. a 67 km de la capital estatal, Srinagar, en la zona horaria UTC +5:30.

## Demografía
Según estimación 2010 contaba con una población de 6 857 habitantes.